# Kloster Rehna

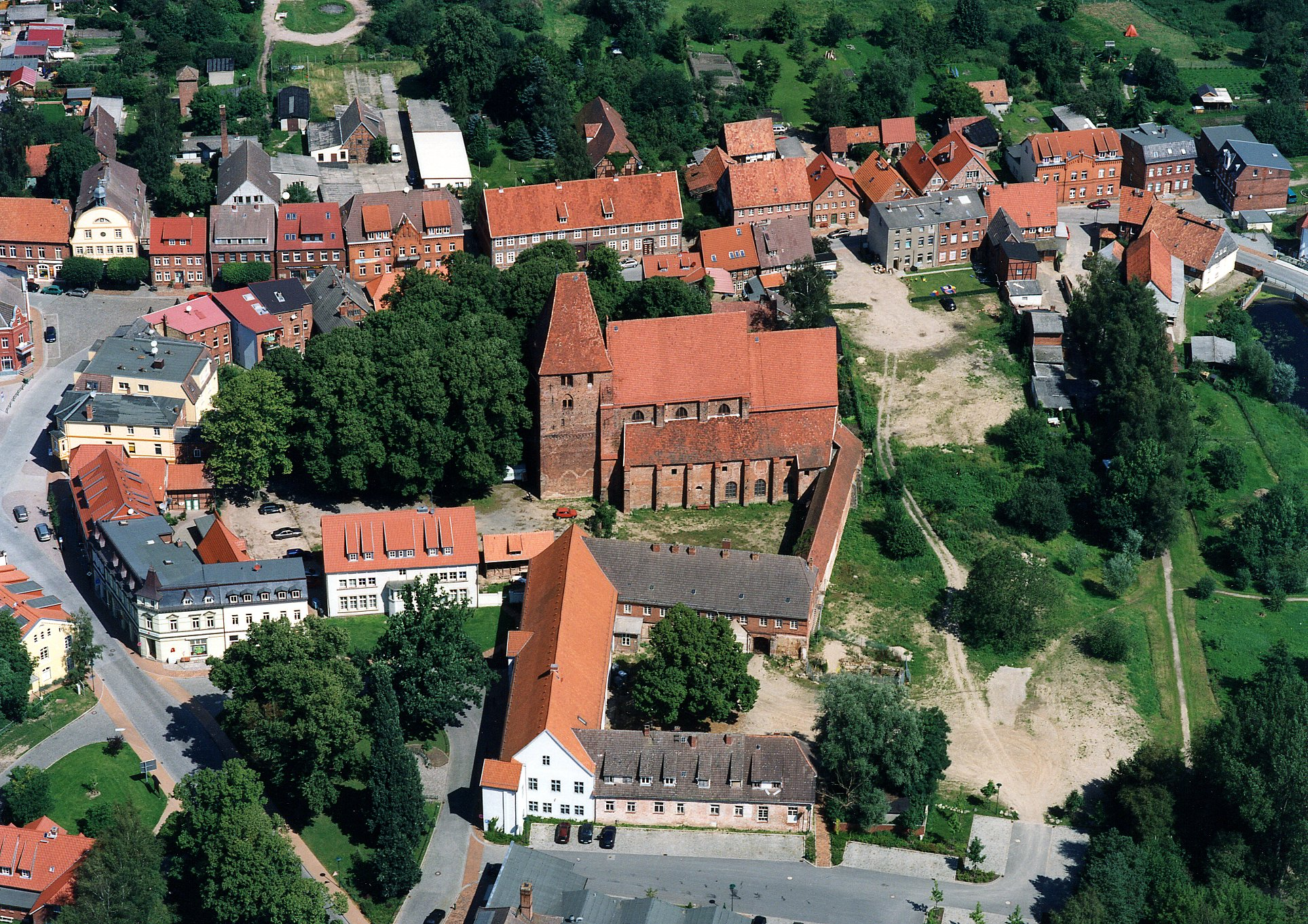
Das Kloster Rehna vor dem Bau des Buga-Parks 2009

Das Kloster Rehna ist ein ehemaliges Kloster der Benediktinerinnen (im 13. Jahrhundert), Prämonstratenserinnen (bis mindestens 1492) und Zisterzienserinnen (bis zur Aufhebung im Juli 1552) in Rehna in Mecklenburg.

## Geschichte des Klosters

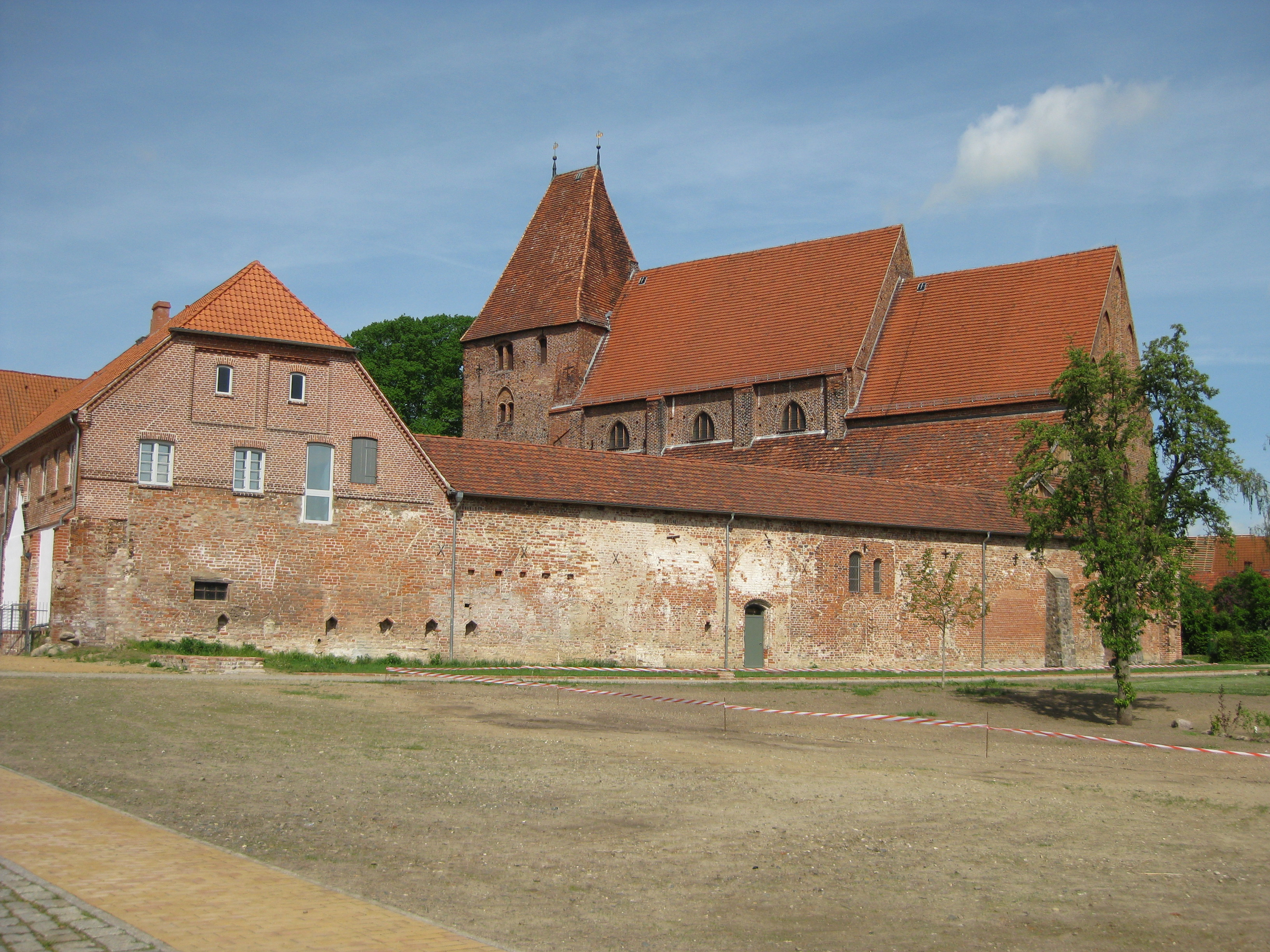
Ostansicht

Rehna wurde um 1150 von Siedlern aus dem hessischen Rhena gegründet. Im Jahr 1230 wählte der Mönch Ernestus das Kirchdorf Rehna aus, um hier ein Nonnenkloster nach den Regeln des heiligen Benediktus zu errichten. Das Gründungsjahr ist nicht sicher bestimmt und liegt zwischen 1230 und 1236. Das Kloster gehörte zum Bistum Ratzeburg, das ebenso wie die Bistümer Schwerin und Lübeck dem Erzbistum Bremen unterstellt war. Am 26. Dezember 1237 bestätigte der Ratzeburger Bischof Ludolf I. feierlich das Kloster Rehna; geweiht wurde es der Gottesmutter Maria, der bereits kurz nach ihrem Tod 1231 als Heilige verehrten Elisabeth von Thüringen und allen Heiligen.
Bereits zu Beginn wurde das Rehnaer Kloster mit zahlreichen Ländereien ausgestattet, so von Heinrich von Roxin, Otto von Kowal und Gottfried von Bülow, der am 6. September 1237 neuen Grund und Boden hinzufügte. Am 21. Oktober 1254 wurde ein Ablassbrief ausgestellt, der für den weiteren Bau des Klosters von großer Bedeutung war. In diesem Jahr wurde auch mit dem Bau des Kreuzganges zwischen Kirche und Kloster begonnen. Die eigentlichen Klostergebäude lagen in den hinter der Kirche befindlichen Gärten. Dank weiteren Landerwerbs, meist durch Schenkungen, wurde das Kloster weithin bekannt und erlangte einen gewissen Ruhm. Nach Ablässen in den Jahren 1268, 1284 und 1287 erfolgte die Ausbesserung der Klostergebäude, der Besitz konnte weiter vergrößert werden. Im Jahr 1319 wird es erstmals als Kloster des Prämonstratenserordens erwähnt. Im 14. und 15. Jahrhundert gehörte das Rehnaer Kloster zu den bedeutendsten Klöstern Mecklenburgs. Zahlreiche Lübecker Patrizierfamilien ließen ihre Töchter hier erziehen – spätestens 1346 ist eine Scholastica bezeugt – und förderten das Kloster durch reiche Schenkungen. Auch die Mecklenburger Herzöge gaben ihre Töchter zur Erziehung dorthin und bedachten das Kloster mit Schenkungen und Schutzbriefen wie 1480 Magnus und Balthasar, deren Mutter, die Herzoginwitwe Dorothea von Brandenburg, ihre letzten Lebensjahre im Kloster verbrachte. Zu Beginn des 16. Jahrhunderts zogen Zisterzienserinnen in das Kloster ein.
Im Zuge der Reformation wurde das Kloster 1552 aufgelöst. Von 1576 bis Anfang des 18. Jahrhunderts gehörte der Besitz des Klosters zum Leibgedinge der Herzogswitwen und Prinzessinnen Anna Sophia von Preußen (bis 1591), Sophia von Schleswig-Holstein-Gottorf (bis 1634), Anna Sophie (bis 1648) und Juliane Sibylla (bis 1761). Zu Beginn des 18. Jahrhunderts bis 1819 wurden die noch vorhandenen Gebäude als Amtsgebäude genutzt. Der nördliche Teil des Langen Hauses wurde 1878/79 zum Amtsgebäude umgebaut. Ab dem Jahr 1819 bis zum Ersten Weltkrieg wurden die Gebäude als Forstamt, nach dem Zweiten Weltkrieg bis 1995 als Schule genutzt. Nach 1997 erfolgte eine umfassende Sanierung des Langen Hauses, das nunmehr als Amtsgebäude genutzt wird.
Die Kirche wurde nach Auflösung des Klosters Gemeindekirche, was sie auch bereits vor Gründung des Klosters gewesen war. Sie ist eine der Kirchen der verbundenen Kirchengemeinden Rehna – Kirch Grambow – Meetzen in der Propstei Wismar im Kirchenkreis Mecklenburg der Evangelisch-Lutherischen Kirche in Norddeutschland.

## Gebäude und Anlagen

Lageplan von 1897, links die einschiffige Kirche

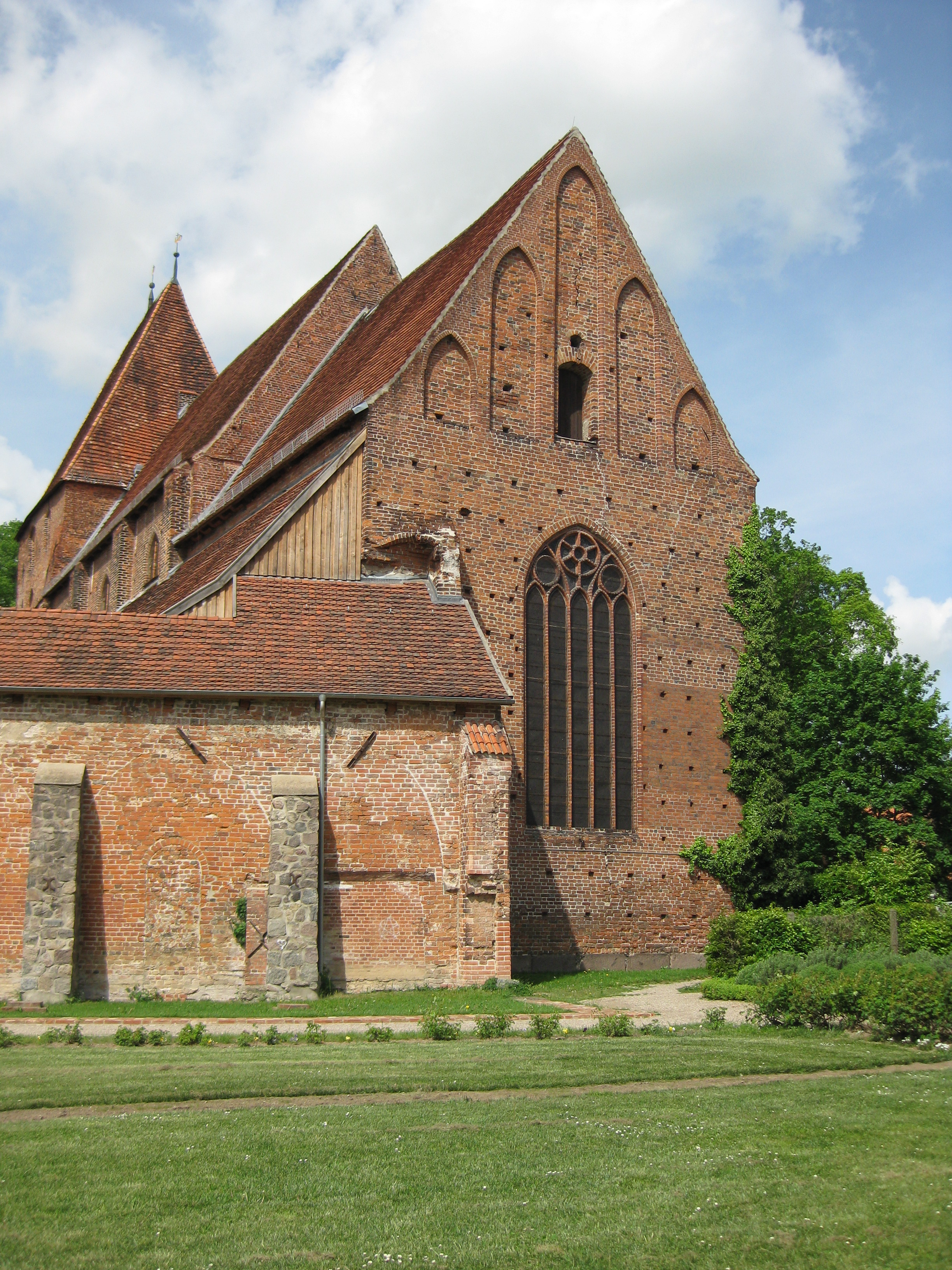
Östlicher Abschluss des Chors, mit der heutigen Ostwand des Klosters (links)

Vom Kloster ist die spätromanische Backsteinkirche mit dem Kirchturm und seinem Rundbogenportal erhalten geblieben. Ebenso der Arkadengang und das Langhaus, welches als Amtsgebäude genutzt wird. Im August 2004 wurde ein 300 m² großer Klostergarten eingeweiht.

## Klosterkirche

### Baugeschichte
Die ursprünglich spätromanische Kirche wurde in der Mitte des 15. Jahrhunderts beträchtlich verändert. Aus der ersten Bauepoche sind die Südwand des Langhauses und der untere Teil des Turmes erhalten. Dieser zeigt an allen Seiten unterhalb der spätgotischen Teile Rundbogen- und Dreiecksfriese. An der Westseite befindet sich ein großes Rundbogenportal mit Verzierungen teils in glasierten Ziegeln. Das Turminnere ist mit einem Kreuzgewölbe versehen und war ursprünglich zum Kirchenschiff offen. Im Wesentlichen ursprünglich erhalten ist die Südwand des Langhauses mit einem Rautenfries und Deutschem Band, wird aber durch das Dach des Kreuzgangflügels teilweise verdeckt.

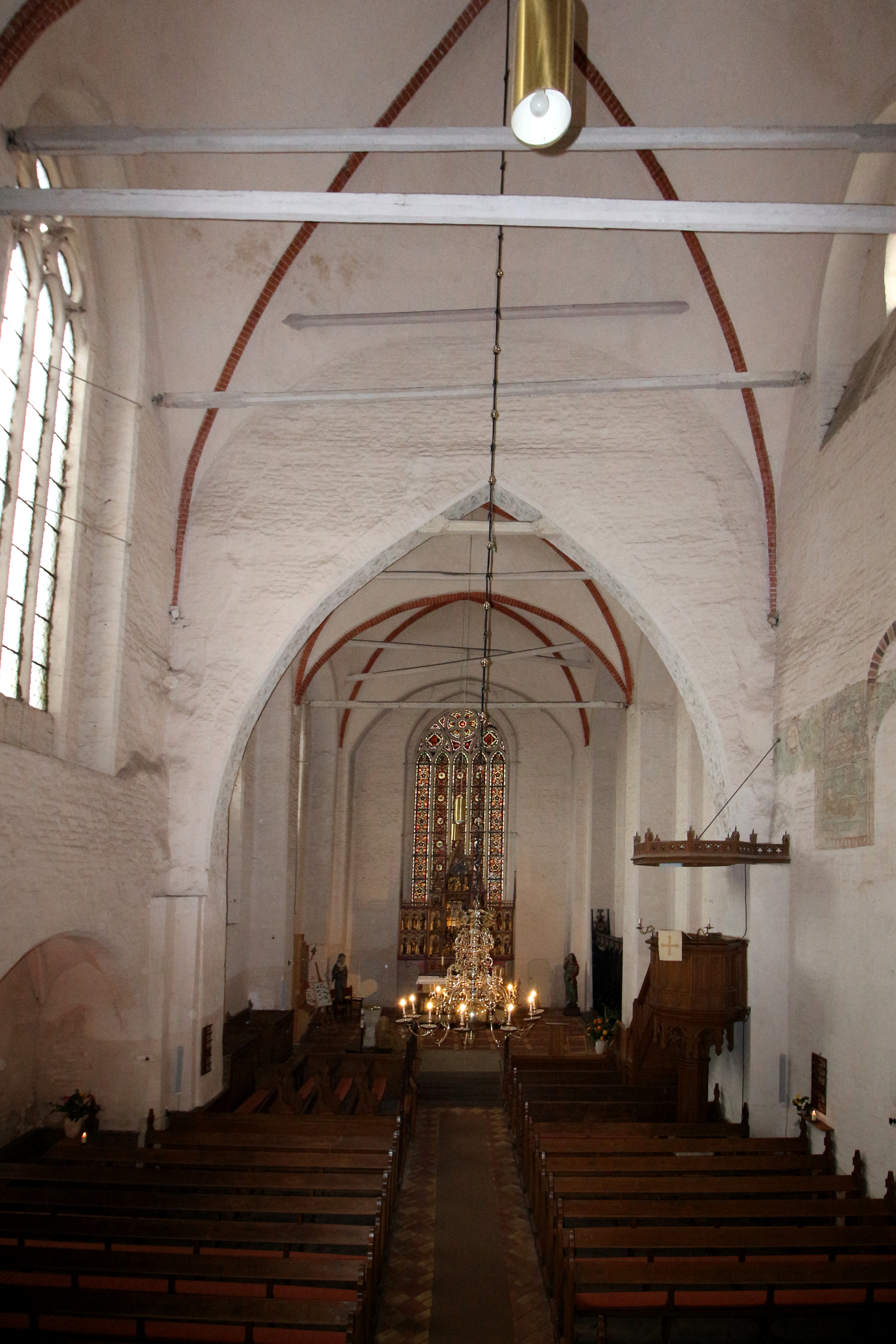
Kirchenschiff

Im 2. Viertel des 15. Jahrhunderts wurde die Kirche grundlegend erneuert und umgebaut. Dabei wurde das Langhaus erhöht und wesentlich erweitert: aus den zwei quadratischen Wölbjochen wurden drei rechteckige kreuzrippengewölbte Joche. Die Nordwand wurde mit Strebepfeilern gestützt und erhielt sehr große Fenster. Der zweijochige rechteckige Chor hat die gleiche Breite, ist aber niedriger ausgeführt. Der Übergang vom Langhaus wurde mit einem spitzbogigen Triumphbogen gestaltet. Die ursprünglich vier paarweise zusammengerückten Fenster sind zugemauert, die Wandflächen zwischen den Fensterpaaren und auch daneben werden mit Rundbogenblenden verziert, in die Kreismotive eingeritzt waren. Die Weihe dieses erneuerten Baus fand im Jahr 1456 statt.

### Wandmalereien
An der Südwand des Kirchenschiffes sind Reste hoch- und spätgotischer Wandmalereien erhalten. Diese wurden teilweise 1904 freigelegt, 1960 erfolgte die komplette Restaurierung.
Die älteren Malereien von 1330/40 stellen Motive aus der Kindheitsgeschichte Jesu und die Wurzel Jesse dar. Vermutlich setzten sie sich an Nord- und Westwand, wo Fragmente einer Abendmahlsdarstellung gefunden (und wieder übertüncht) worden, fort. Sie stehen in stilistischem Zusammenhang mit denen in der Lübecker Marienkirche und dem Schleswiger Dom. Diese hochgotischen Maleien wurden bei der Erhöhung des Langhauses teilweise zerstört und durch einen Fries aus Brustbilder von Propheten, Engeln und einem Lamm Gottes übermalt. An der neuen Wand darüber wurden Darstellung der Passionsgeschichte angebracht. Erhalten geblieben sind die Szenen der Geißelung und der Dornenkrönung.

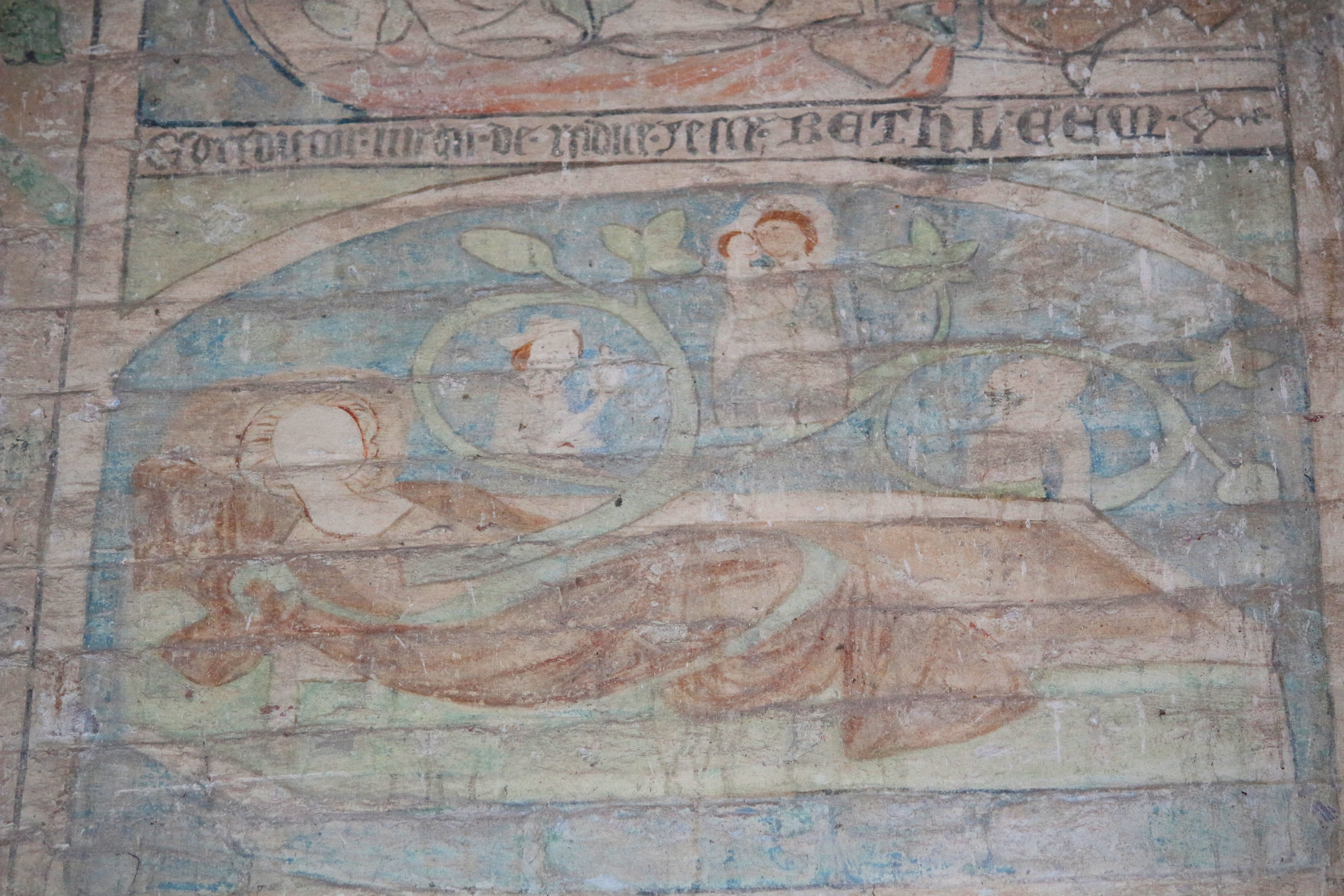
Wurzel Jesse
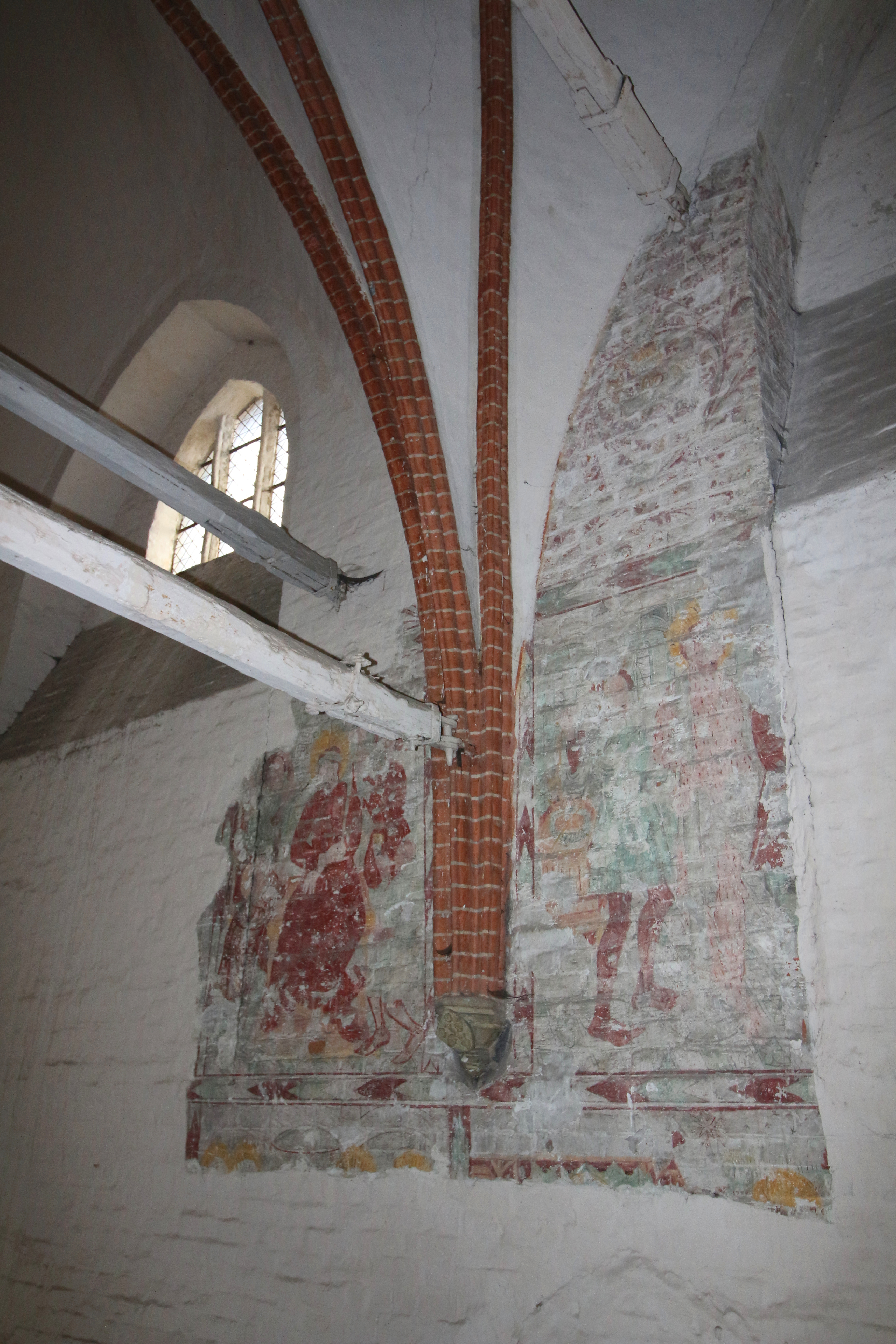
Dornenkrönung und Geißelung
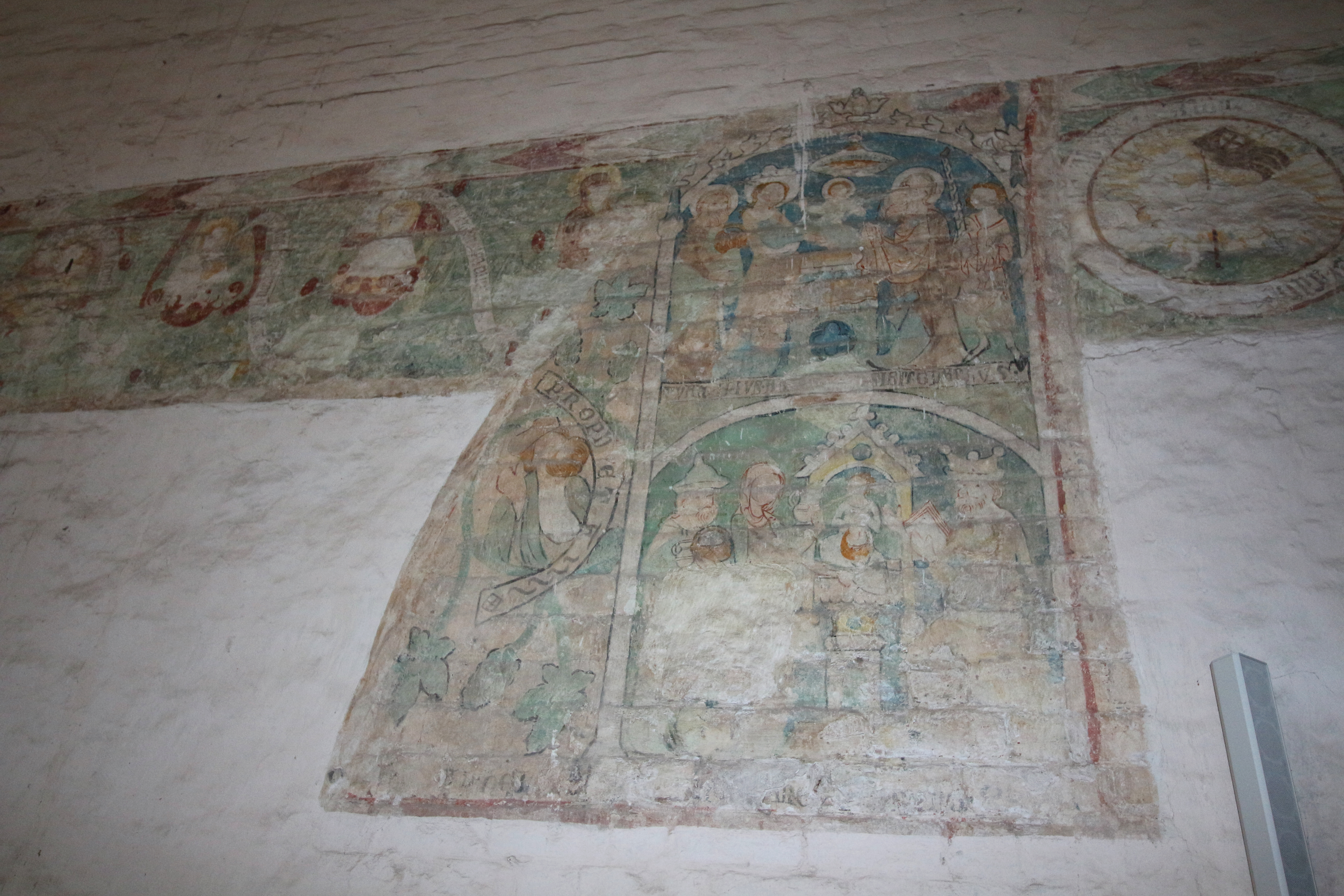
Darstellung im Tempel und Besuch der Könige; darüber der jüngere Fries mit Lamm-Gottes-Darstellung

### Ausstattung

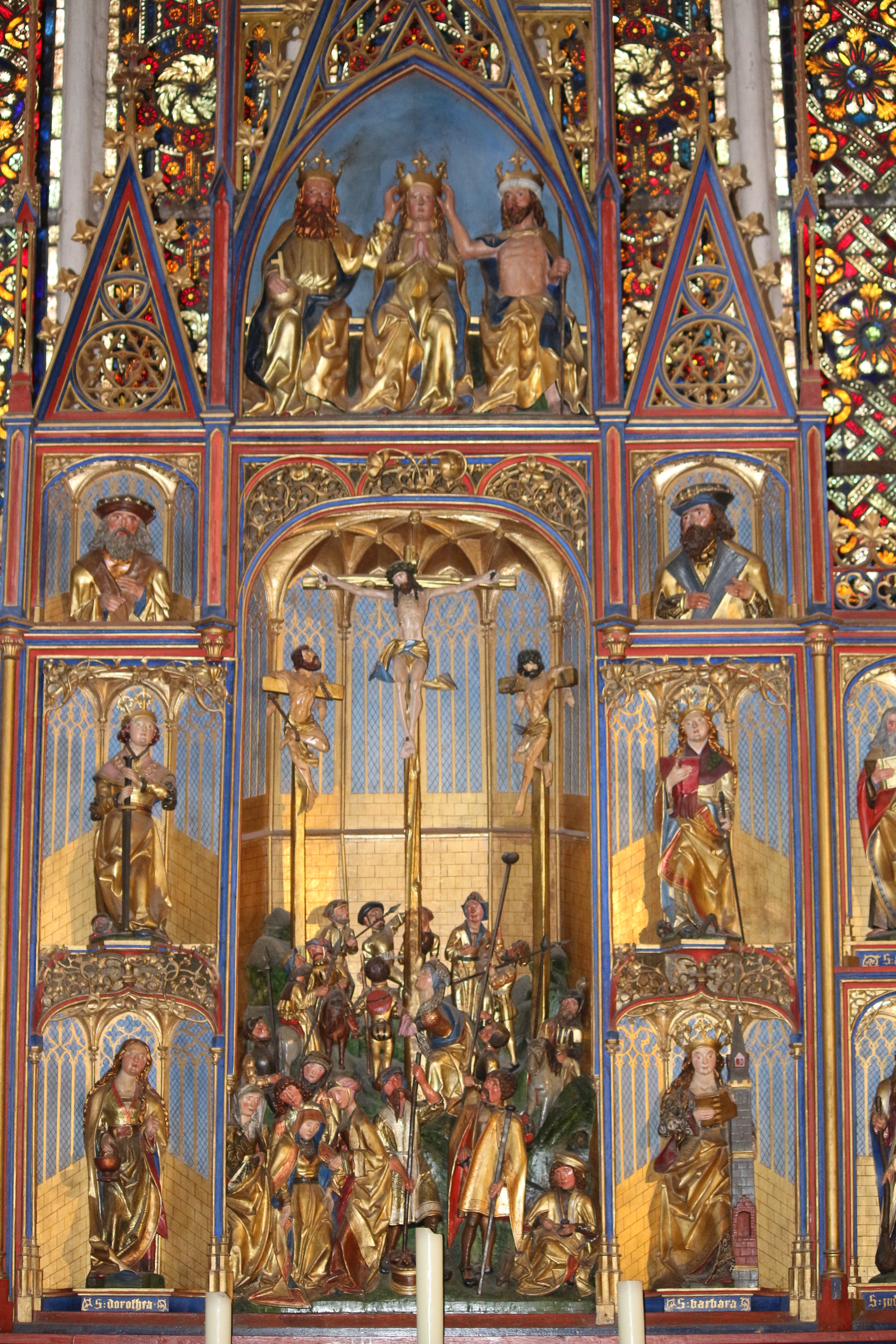
Mittelschrein des Altars

1520 entstand der vierflügelige Schnitzaltar, dessen Bildwerke stilistisch nach Schleswig weisen. Dieser Altar wurde 1851 umgebaut. Die Malereien wurden ins Museum nach Schwerin verbracht. Die Schnitzarbeiten wurden in einem neugotischen Schrein neu arrangiert. Die detailreiche Kreuzigungsgruppe in der Mitte wurde aus einem Eichenstamm geschnitzt. Sie ist umgeben von Figuren der Heiligen Katharina, Dorothea, Margaretha und Barbara. In den Seitenflügel finden sich jeweils sechs Apostel. Die Marienkrönung über der Kreuzigungsszene stammt aus einem anderen Altar. Die Büsten zweier Männer rechts und links davon werden entweder als Propheten oder Porträts der Herzöge Heinrich von Mecklenburg-Stargard (Heinrich der Ältere) und Heinrich IV. von Mecklenburg (Heinrich der Jüngere) gedeutet. Die Tischplatte des Altars bildet ein Grabstein, unter dem zwei Pröpste aus dem Anfang des 14. Jahrhunderts beerdigt waren.
An der Südseite des Chores findet sich ein Chorgestühl mit reichem Schnitzwerk von 1441 bis 1448.
Das Triumphkreuz stammt aus dem 18. Jahrhundert. Zur Ausstattung gehört weiter ein 10-armiger Messingleuchter von 1688.

### Orgeln

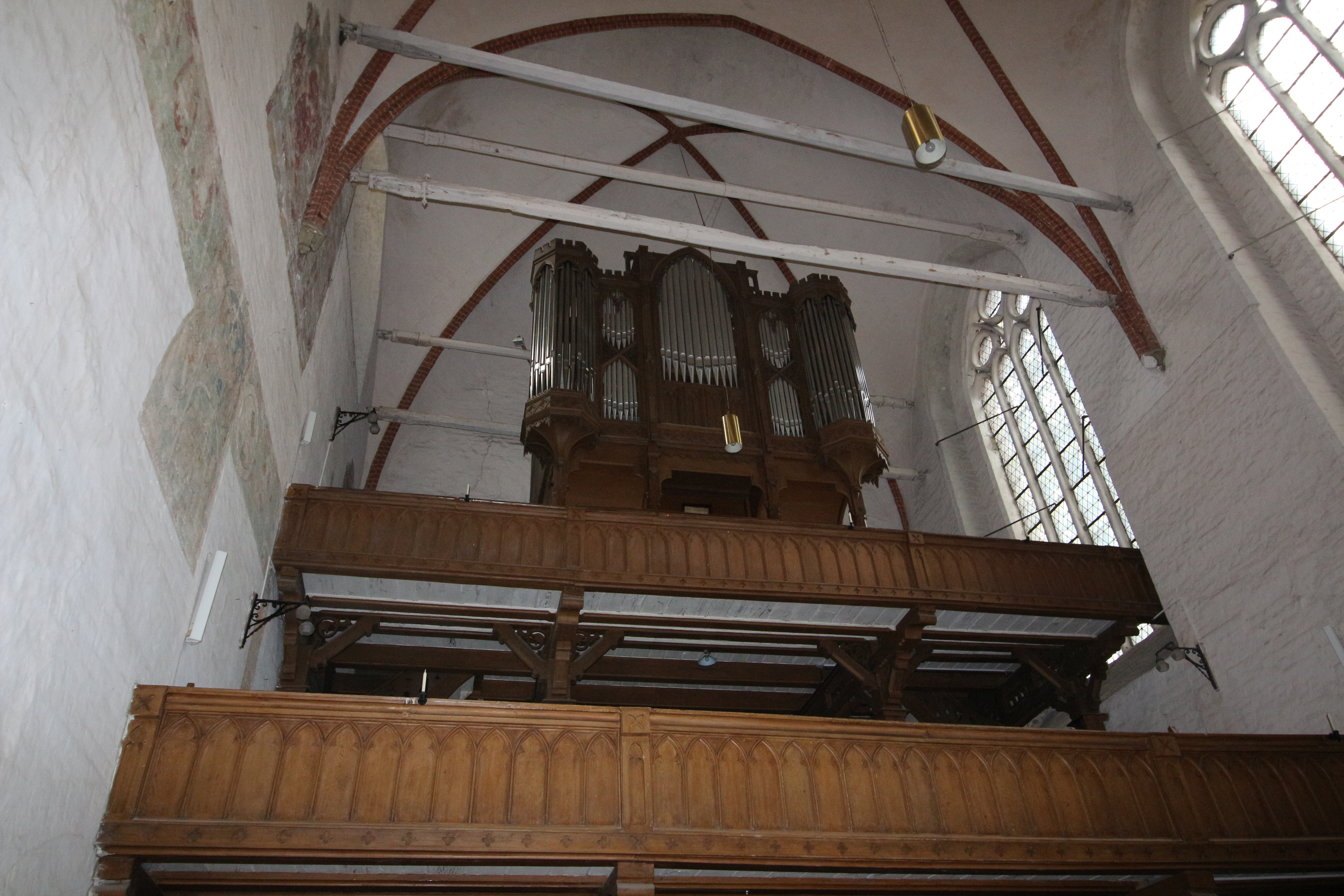
Blick zur Orgel

1816 erhielt die Klosterkirche eine barocke Orgel des Orgelbauers Hans Hantelmann, erbaut 1682/83. Sie stammte aus der in diesem Jahr abgebrochenen Kirche des Lübecker Burgklosters.
1856 wurde sie durch eine Orgel aus der Werkstatt von Friedrich Friese II ersetzt. Von dieser Orgel ist das Neugotische Gehäuse und ein Register (Oktave 2’ im Hauptwerk) erhalten.  1911 baute Marcus Runge in das Gehäuse eine romantische Orgel ein. Sie verfügt auf 2 Manualen und Pedal über 27 Register. 1996 erfolgte eine Generalüberholung durch die Orgelwerkstatt Wolfgang Nußbücker; die Wiedereinweihung erfolgte am 2. Advent 1996.
In der Winterkirche, dem Adventssaal im Kloster, befindet sich eine einmanualige Orgel mit drei Registern und Pedal aus der Werkstatt Nußbücker von 1992.

### Glocken
Von den ursprünglich vier historischen Glocken ist nur eine erhalten geblieben. Sie wurde nach dem Ende des Dreißigjährigen Krieges 1653 von den aus Lothringen stammenden Glockengießern Stephan Wollo und Nikolaus Gage gegossen. Die Glocke hat einen Durchmesser von 1,33 m, ihr Glockenkörper ist in einer für diese Meister typischen Weise mit einem Fries figürlicher Ornamente geschmückt, in dem sich Pelikane, Hippokamp und Vase mit Palmen- oder Ölbaumzweig abwechseln. In der Mitte des Glockenkörpers ist Christus als Salvator mundi dargestellt, zwei Inschriften geben die Namen des Klosterhauptmanns Levin Barse auf Rambow, der Pastoren und Oeconomi sowie von Herzog Christian an. Die Glocke war 1972 gesprungen und konnte erst 1995 repariert und wieder in Gebrauch genommen werden.
Eine Glocke von 1622, gegossen von Hinrich Oldendorf in Schwerin, die größte Glocke, die einen Durchmesser von 1,53 m hatte und 1758 vom Lübecker Ratsgießmeister Johann Hinrich Armowitz gegossen worden war, sowie die kleinste Glocke mit einem Durchmesser von 60 cm, über deren Herkunft nichts bekannt war, wurden im Ersten bzw. Zweiten Weltkrieg für Rüstungszwecke abgegeben. Sie wurden durch zwei Gussstahlglocken von 1954 und 1963 ersetzt, von denen eine wiederum 1998 durch eine neue Bronzeglocke ersetzt wurde.

## Persönlichkeiten
Namen und Jahreszahlen bezeichnen die urkundlich nachweisbare Erwähnung als Propst und Priorin.
| - 1237 0000 Ernestus ? - 1244–1251 Eckhard - 1256–1263 Konrad, Domherr zu Ratzeburg - 1266–1271 Heinrich - 1275–1307 Hermann - 1310–1318 Heinrich von Dassow, Vicepleban zu Dassow - 1318–1319 Johannes von Lübeck - 1321–1334 Johannes von Wismar - 1341–1346 Werner Neudin, später Kirchherr zu Beidendorf - 1346–1348 Arnold Westphal aus Lübeck - 1353–1375 Marquard Bermann Domherr zu Schwerin und Lübeck - 1376–1389 Erich Swertz, später Priester an S. Marien zu Rostock - 1398–1413 Hermann Tzammyd, 1430 Domherr zu Lübeck - 1414–1416 Johannes Ghode, Magister - 1422–1423 Johannes Molenknecht - 1430–1435 Johannes Wentland, später Domdekan zu Schwerin - 1439–1440 Peter Richard - 1441–1448 Andreas Stallknecht - 14530000 Heinrich Hannemann - 1455–1475 Nikolaus von Pentz, auch Bischof von Schwerin - 1476–1479 Konrad Sidenbecker, Priester aus Lübeck - 14790000 Hinrick Borsteld - 1479–1481 Johannes Borsteld - 1486–1488 Johannes von Thun, danach Propst im Kloster Dobbertin und Bischof Johannes III. zu Schwerin - 1489 0000 Johannes Tigeler, Domherr zu Schwerin - 1492 0000 Hartmann Scharpenberg - 1493 0000 Dr. Albert Make, Domprior zu Ratzeburg - 1502–1505 Johannes Berne[fü]r, Domherr zu Lübeck, Kirchherr zu Gadebusch - 1515 Simon Bremer, später Vikar am Dom zu Lübeck - 1522–1525 Jürgen Wolder - 1543 0000 Stefan Setler - 1543 0000 Ambrosius Gulden | - 13070000 Mechthild - 1310–1313 Margareta - 13130000 Gertrud (Gese) - 1318–1324 Adelheid von Bülow - 1325–1330 Gertrud - 13410000 Adelheid - 1343–1348 Alburg - 1352–1359 Elisabeth - 13670000 Margareta Booth - 1368–1378 Bertradis - 1387–1390 Berta Kule - 1398–1400 Sophie Ritzerau - 1409–1422 Adelheid Rutze - 1422 0000 Adelheid von Pentz - 1430–1439 Adelheid von Bülow - 14400000 Sophie von Bülow - 1455–1457 Pelle von Bülow - 1474–1476 Sophie von Plessen - 1479–1489 Elisabeth von Oertzen - 1490–†1532 Elisabeth, Herzogin zu Mecklenburg-Stargard - 1543–1554 Katharina Sperling, letzte Priorin vor der Säkularisation |

### Gedruckte Quellen
- Mecklenburgisches Urkundenbuch (MUB)
- Mecklenburgische Jahrbücher (MJB)
- Dieterich Schröder: Wismarische Erstlinge Oder einige, Zur Erleuterung Der Mecklenburgischen Kirchen-Historie dienende Urkunden und Nachrichte, Welche in Wismar gesamlet, Und denen Liebhabern, Nebst einigen Anmerckungen mitgetheilet. Das Fünfte Stück. Wismar 1732, S. 227–268.

### Ungedruckte Quellen
- Landeshauptarchiv Schwerin (LHAS)
  - LHAS 1.5-4/14 Urkunden Kloster Rehna.
  - LHAS 2.12-1/12 Witwen und Witwensitze.
  - LHAS 2.22-10/11 Damanialamt Gadebusch-Rehna.